# Typ 202
Typ 202 byla třída diesel-elektrických ponorek vyvinutých pro německé námořnictvo firmou Ingenieurkontor Lübeck (IKL). Jednalo se o malé pobřežní ponorky o výtlaku pouhých 100 tun, vyzbrojené dvěma 533mm torpédomety. Postaveny byly dva kusy, pojmenované Hans Techel a Friedrich Schürer. Obě ponorky se příliš neosvědčily a byly vyřazeny krátce po dokončení.
Ponorky byly diesel-elektrické koncepce. Poháněl je jeden diesel a jeden elektromotor. Nejvyšší rychlost dosahovala 6 uzlů na hladině a 13 uzlů pod hladinou.